# 太京镇
太京镇，是中华人民共和国甘肃省天水市秦州区下辖的一个乡镇级行政单位。

## 行政区划
太京镇下辖以下地区：
甸子村、湾子村、北崖村、庞家沟村、东山村、董家磨村、唐家窑村、田家庄村、廿铺村、韦家沟村、郭家坪村、川口村、年集村、李家台子村、银坑村、窝驼村、郑家磨村、靳家崖村、师家崖村、刘家庄村、席范村、张吴山村、西山坪村、马岐山村、庙子村和盘龙村。